# Jan Deddens
Jan Hendrik Deddens ('t Zandt, 21 maggio 1917 – 3 giugno 1999) è stato un poliziotto olandese, deportato nei campi di concentramento per aver rifiutato, assieme ai suoi colleghi, di arrestare sette ebrei anziani.

## Biografia
La mattina del 9 marzo 1943 Jan Deddens e i colleghi Dirk Boonstra, Klaas Berga, Tönnis Bulthuis, Theodorus Buunk, Tjerk van der Hauw, Geert Holvast, Roelf Mulder, Willem Vlijm e Jan Elzinga vennero incaricati di arrestare sette ebrei anziani residenti a Grijpskerk e deportarli a Westerbork, ma rifiutarono di eseguire l'ordine. Due giorni dopo vennero convocati dal comandante distrettuale, che cercò di convincerli ad eseguire l'ordine. Rifiutarono nuovamente. Il giorno stesso vennero rimproverati dal comandante regionale di Groninga; anch'egli cercò di convincere i poliziotti, minacciandoli di deportarli nei campi di concentramento. All'ennesimo rifiuto, tutti e 11 vennero deportati nel Campo di concentramento di Herzogenbusch. Jan fu poi deportato in Germania come prigioniero di guerra per poi venire rimpatriato dopo la fine della guerra. Il 14 novembre del 1988 Deddens ha ricevuto la nomina a Giusto tra le nazioni.